# Marcilly-sur-Seine
Marcilly-sur-Seine – miejscowość i gmina we Francji, w regionie Grand Est, w departamencie Marna. Przez miejscowość przepływa Sekwana. 
Według danych na rok 1990 gminę zamieszkiwały 703 osoby, a gęstość zaludnienia wynosiła 70 osób/km².